# Txerra Cirbián
José Ramón Cirbián Vaquero (Barakaldo, 1957) és un periodista basc que escriu en llengua catalana i castellana que signa els seus articles com Txerra Cirbián.

## Biografia
Nascut a Barakaldo, Biscaia, i criat a Portugalete, va fer estudis de Ciències Químiques a la Universitat del País Basc, que va abandonar pel periodisme. Des de 1977 viu a Barcelona, on ha desenvolupat tota la seva carrera. És pare d'Aritz Cirbián (Barcelona, 1986), graduat en Direcció de Producció a l'Escola Superior de Cinema i Audiovisuals de Catalunya.

## Trajectòria professional
És llicenciat en Ciències de la Informació per la Universitat Autònoma de Barcelona. Abans de finalitzar els estudis, va treballar com a becari al diari vespertí Tele/eXpres a les ordres de Josep Maria Huertas Claveria i Manuel Campo Vidal. En acabar la carrera va entrar a treballar al diari El Periódico de Catalunya, on ha desenvolupat tota la seva trajectòria, circumscrita al terreny del periodisme cultural.
Entre els anys 2008 i 2017, va coordinar el suplement de televisió Teletodo, que durant una època intermèdia es va transformar en un suplement més ampli, anomenat Idees / Teletodo. També va escriure un bloc sobre còmics en aquest diari, titulat TeVeo, ja desaparegut.
Després d'abandonar El Periódico al maig de 2017, ha escrit dos llibres de viatges: 'Venècia de cinema Arxivat 2019-12-09 a Wayback Machine.' i 'Guia de les Illes Fèroe', per a l'editorial Ecos Travel Boks.
També ha col·laborat amb la revista Viajes National Geographic Arxivat 2019-12-09 a Wayback Machine. i amb els diaris digitals Catalunya Plural i Nosolocine.
Des d'abril de l'any 2005 escriu un blog personal anomenat Txerrades.

## Cinema
Als anys 80 va ser col·laborador de la revista de cinema Fotogramas. Ha exercit la crònica de cinema i la crítica de televisió i és un dels impulsors dels Catacric, col·lectiu de crítics de cinema catalans creadors dels anti-premis YoGa. També és el guionista, productor i director del curtmetratge Potser no sigui massa tard, que va rodar l'any 1988.